# Philippa Northeast
Philippa Northeast  (Australia, Melbourne, Victoria; 23 de septiembre de 1994) es una actriz australiana conocida por haber interpretado a Evelyn MacGuire en la serie Home and Away.

## Biografía
Tiene cuatro hermanos . En 2012, completó su VCE ( Victoria Certificate of Education ) , en Melbourne Rudolf Steiner School antes de asistir a la Universidad de Melbourne, donde se especializó en Criminología. Ella no completó su búsqueda de una licenciatura en derecho.
Actualmente Philippa ha obtenido una relación amistosa con el fotógrafo Isaac Brown , destacado por la actriz  en el 22 de octubre de 2017,  siendo que publicó una fotografía cuyo contenido fue la imagen de Isaac Brown con el subtítulo "Todavía es mi favorito".
El vínculo social mutuo es perteneciente a la pareja  .

## Carrera
Philippa es representada por "Catherine Poulton Management".
El 3 de septiembre de 2013 se unió al elenco de la popular serie australiana Home and Away donde interpretó a Evelyn "Evie" MacGuire, la hija de Ethan MacGuire, sobrina de Zac MacGuire y hermana gemela de Oscar MacGuire, hasta el 21 de marzo de 2017 después de que su personaje decidiera mudarse a Vietnam con Matt Page y Elly Page.

## Filmografía[8]

### Series de televisión
| Año       | Serie         | Personaje       | Notas         |
| --------- | ------------- | --------------- | ------------- |
| 2013-2017 | Home and Away | Evelyn MacGuire | 340 episodios |

### Teatro
| Año  | Obra             | Personaje        | Notas |
| ---- | ---------------- | ---------------- | ----- |
| 2011 | Romeo and Juliet | Abraham Montague | -     |
| 2010 | Pericles         | Marina           | -     |
| 2008 | Twelfth Night    | Sir Toby Belch   | -     |
| 2007 | Peter Pan        | Peter Pan        | -     |
| 2006 | Julius Ceasar    | Brutus           | -     |